# Dasyatis margarita
Dasyatis margarita és una espècie de peix de la família dels dasiàtids i de l'ordre dels myliobatiformes.

## Morfologia
- Els mascles poden assolir 100 cm de longitud total i 17 kg de pes.[1][2][3]

## Reproducció
És ovovivípar.

## Alimentació
Menja gambes, crancs, bivalves i anèl·lids.

## Hàbitat
És un peix de clima tropical (21°N-17°S) i demersal que viu fins als 60 m de fondària.

## Distribució geogràfica
Es troba a l'oceà Atlàntic oriental: des de Mauritània fins a Angola.

## Observacions
És inofensiu per als humans.